# Canta Daniel Santos
Canta Daniel Santos o también llamada la producción: "El Corneta", es un disco compilatorio donde el cantante boricua interpreta también acompañado por la Sonora Boricua, Los Jóvenes del Cayo, La Sonora Moderna y La Sonora Tropical,   interpretando ritmos de Cuba, grabado en 1956. Es el cuarto long play compilado donde incluyen cuatro números de la Sonora Matancera con el cantante puertorriqueño Daniel Santos. Siendo a su vez el sexto disco comercial de la agrupación.

## Canciones
1. Celos con Lola - (con Los Jóvenes Del Cayo)
2. Así es la Humanidad - (con Los Jóvenes Del Cayo)
3. El Baile de la Lechuza - (con el Conjunto Tropical)
4. Le Gustan los Marineros - (con el Conjunto Tropical)
5. El Juego de la Vida*
6. El Corneta*
7. El Sofá*
8. Canción de la Serranía -(con la Sonora Boricua)
9. Bula Waya -- (con Los Jóvenes Del Cayo)
10. El Preso*
11. Gloria Incompleta - (con Su Sonora Moderna)
12. Vamos a la Fiesta - (con Su Sonora Moderna)

(*)Interpretados con la Sonora Matancera
(--) Hay que mencionar que esta canción tiene una historia. El título original es "Esta Dushi." 
- Datos: Q5747662